# Habenaria gilbertii
Habenaria gilbertii là một loài thực vật có hoa trong họ Lan. Loài này được S.Thomas & P.J.Cribb mô tả khoa học đầu tiên năm 1996.